# Verdicenan Kadınefendi
Verdicenan Kadınefendi (18. října 1825 – 9. prosince 1889) byla manželka osmanského sultána Abdulmecida I.

## Mládí
Verdicenan se narodila v říjnu 1825 v Sukhumi v Abcházii. Rodným jménem byla Saliha Achba a pocházela z abchazské princovské rodiny. Její otec byl princ Kaytuk Giorgi Bey Achba a její matka byla princezna Yelizaveta Hanim.
Saliha byla poslána na výchovu do Istanbulu už jako malé dítě. Její otec ji zde spolu se sestrami předal na výchovu Bezmiâlem Sultan, matce sultána Abdulmecida I. Tady dostala podle tradic osmanského dvora jméno Verdicenan.

## Manželství se sultánem
Verdicenan byla provdána za Abdulmecida I. z politických důvodů v prosinci 1840 v starém paláci Çırağan. Po sňatku získala titul Altıncı Kadın. Celá její rodina, včetně bratrů a bratranců, byla povýšena na urozenou rodinu. Její synovec Rasim Bey získal místo doktora v paláci a synovec Osman Paša získal práci doktora v paláci sultána Abdulazize.
V prosinci 1844 porodila své první dítě, princeznu Münire Sultan. Rok po jejím narození získala titul Beşinci Kadın. V prosinci 1847 porodila prince Ahmeda Kemaleddina.

## Pozdější léta a smrt
Po smrti sultána Abdulmecida v roce 1861 se odstěhovala do paláce Feriye. V roce 1862 pak zemřela její dcera Münire ve věku sedmnácti let.
Po smrti Gülüstü Hanim, další ze sultánových manželek, se starala o její dceru Medihu Sultan. V roce 1879 ji provdala za Samipashazadeho Necipa Beye.
Verdicenan zemřela v listopadu 1889 v paláci Feriye a byla pohřbena v mauzoleu pro sultánovy manželky v mešitě Yeni v Istanbulu.